# Phyllonotus oculatus
Chicoreus (Phyllonotus) oculatus, tên tiếng Anh: oculate cây táo murex, là một loài ốc biển, là động vật thân mềm chân bụng sống ở biển thuộc họ Muricidae, họ ốc gai.

## Miêu tả
Kích thước vỏ ốc trong khoảng 50 mm và 124 mm

## Phân bố
Loài này phân bố ở Vịnh Mexico, Biển Caribe, Tiểu Antilles và Đại Tây Dương từ Florida tới miền đông Brasil.